# Philautus cardamonus
Philautus cardamonus är en groddjursart som beskrevs av Ohler, Swan och Jennifer Daltry 2002. Philautus cardamonus ingår i släktet Philautus och familjen trädgrodor. IUCN kategoriserar arten globalt som otillräckligt studerad. Inga underarter finns listade i Catalogue of Life.